# 河原崎辰也 歩けばわかるさ!
河原﨑辰也 歩けばわかるさ!（かわはらざきたつや あるけばわかるさ!）は、中部日本放送（CBCラジオ）60周年企画で河原崎辰也が行った一大プロジェクト。

## 概要
CBC60回目の創立記念日にあたる2010年12月15日から、放送開始60周年にあたる2011年9月にかけて、河原崎辰也がギターを片手に東海地方（愛知・岐阜・三重）60か所を目標に自身の足で歩き、地域の皆さんとふれあい、路上ライブを行い、最後はオリジナル楽曲を製作、発表するという一大プロジェクト。
中継・ライブの模様は、CBCラジオの『ごごイチ』や『夕刊アツキー!』などで生放送されていた。
2011年9月4日（日） 13:30 - のCBCラジオ公開生放送中にCBCホールに到着してゴールを果たし、旅での出会い、経験を経て「感謝還暦」をテーマにつくった楽曲「手紙」を披露する。

## 河原﨑辰也 歩けばわかるさ！番外編
2011年5月16日 19:30 - 20:00、CBCラジオにて「CBCラジオ 河原崎辰也 歩けばわかるさ！特別編 ディレクター事件簿」が放送された。同行ディレクターが見た河原崎辰也にまつわる衝撃!?事件簿の数々が披露される。

## 縦断履歴一覧
| 回     | 縦断日         | 出発地                                 | 到着地                                 | Live場所                               | 移動距離                        | 総移動距離 |
| ------ | -------------- | -------------------------------------- | -------------------------------------- | -------------------------------------- | ------------------------------- | ---------- |
| 1日目  | 2010年12月15日 | CBC                                    | 牛山駅                                 | エアフロントオアシス (小牧市)          | 11km                            | 11km       |
| 2日目  | 2010年12月20日 | 牛山駅                                 | 犬山駅                                 | 山の田公園                             | 15.3km                          | 26.3km     |
| 3日目  | 2010年12月23日 | 犬山駅                                 | 美濃太田駅                             | リスナー宅                             | 12.4km                          | 38.7km     |
| 4日目  | 2010年12月25日 | 美濃太田駅                             | 下麻生駅                               | 川辺ダム (岐阜県)北側の公園            | 11.3km                          | 50km       |
| 5日目  | 2010年12月27日 | 下麻生駅                               | 上麻生駅                               | 七宗町役場                             | 5.7km                           | 55.7km     |
| 6日目  | 2010年12月31日 | 上麻生駅                               | 白川口駅                               | ドライブイン美濃路                     | 12.5km                          | 68.2km     |
| 7日目  | 2011年1月2日   | 白川口駅                               | 飛騨金山駅                             | スナック「いこい」                     | 18km                            | 86.2km     |
| 8日目  | 2011年1月8日   | 飛騨金山駅                             | 焼石駅                                 | ペトラアサダ                           | 9.5km                           | 95.7km     |
| 9日目  | 2011年1月17日  | 焼石駅                                 | 下呂駅                                 | 雨情公園                               | 16.2km                          | 111.9km    |
| 10日目 | 2011年1月24日  | 下呂駅                                 | 上呂駅                                 | 緑の館                                 | 13.8km                          | 125.7km    |
| 11日目 | 2011年1月31日  | 上呂駅                                 | 飛騨小坂駅                             | エーコープ小坂                         | 8.2km                           | 133.9km    |
| 12日目 | 2011年2月7日   | 飛騨小坂駅                             | 久々野駅                               | 高山市久々野支所                       | 15.7km                          | 149.6km    |
| 13日目 | 2011年2月11日  | 久々野駅                               | 高山駅                                 | PICKIN'                                | 15.1km                          | 164.7km    |
| 14日目 | 2011年2月14日  | 高山駅                                 | 了徳寺前バス停                         | 文蔵ラーメン駐車場                     | 10.8km                          | 175.5km    |
| 15日目 | 2011年2月21日  | 了徳寺前                               | 夏厩バス停                             | 豆腐料理のお土産 宮春                  | 9.7km                           | 185.2km    |
| 16日目 | 2011年2月25日  | 夏厩バス停                             | 三谷バス停                             | 六厩地区の方のお宅                     | 18.0km                          | 203.2km    |
| 17日目 | 2011年2月27日  | 三谷バス停                             | 民宿中島                               | 道の駅桜の郷 荘川桜香の湯              | 7km                             | 210.2km    |
| 18日目 | 2011年2月28日  | 民宿中島                               | ひるがの高原スキー場                   | ひるがの高原スキー場スカイレストラン   | 10km                            | 220.2km    |
| 19日目 | 2011年3月6日   | ひるがの高原スキー場                   | 鷲ケ岳スキー場                         | 牧歌の里牧舎                           | 16.5km                          | 236.7km    |
| 20日目 | 2011年3月7日   | 鷲ケ岳スキー場                         | 美濃白鳥駅                             | 鷲ケ岳スキー場DJブース                 | 18.7km                          | 255.4km    |
| 21日目 | 2011年3月14日  | 美濃白鳥駅                             | 山田駅                                 | 山田駅前                               | 12.6km                          | 268km      |
| 22日目 | 2011年3月22日  | 山田駅                                 | 相生駅                                 | 造り酒屋・平野本店                     | 11.6km                          | 279.6km    |
| 23日目 | 2011年3月27日  | 相生駅                                 | みなみ子宝温泉駅                       | 子宝温泉                               | 13.3km                          | 292.9km    |
| 24日目 | 2011年3月28日  | みなみ子宝温泉駅                       | 美濃市駅                               | 小倉公園ポケットパーク                 | 13.8km                          | 306.7km    |
| 25日目 | 2011年4月2日   | 美濃市駅                               | 長山バス停                             | せいがん駐車場                         | 15.1km                          | 321.8km    |
| 26日目 | 2011年4月4日   | 長山バス停                             | 川島笠田バス停                         | アクア・トトぎふ                       | 14km                            | 335.8km    |
| 27日目 | 2011年4月11日  | 川島笠田バス停                         | 名鉄一宮駅                             | 大乗公園                               | 13.2km                          | 349km      |
| 28日目 | 2011年4月18日  | 名鉄一宮駅                             | 六輪駅                                 | 平和中央公園                           | 14.5km                          | 363.5km    |
| 29日目 | 2011年4月25日  | 六輪駅                                 | 近鉄弥富駅                             | 尾張大橋緑地公園                       | 11.7km                          | 375.2km    |
| 30日目 | 2011年4月29日  | 近鉄弥富駅                             | 近鉄富田駅                             | なばなの里花ひろば                     | 16.9km                          | 392.1km    |
| 31日目 | 2011年5月1日   | 近鉄富田駅                             | 鈴鹿サーキットオートキャンプフィールド | 鈴鹿サーキットキャンプ場               | 23km                            | 415.1km    |
| 32日目 | 2011年5月2日   | 鈴鹿サーキットオートキャンプフィールド | 江戸橋駅                               | ファミリーエクステリア駐車場           | 17km                            | 432.1km    |
| 33日目 | 2011年5月9日   | 江戸橋駅                               | 高茶屋駅                               | 御殿場海水浴場                         | 10.3km                          | 442.4km    |
| 34日目 | 2011年5月16日  | 高茶屋駅                               | 東松阪駅                               | 一升びん宮町店駐車場                   | 13.8km                          | 456.2km    |
| 35日目 | 2011年5月22日  | 東松阪駅                               | 宮川駅                                 | 大仏山公園                             | 16.6km                          | 472.8km    |
| 36日目 | 2011年5月23日  | 宮川駅                                 | 五十鈴ヶ丘駅                           | おかげ横丁太鼓櫓                       | 16.3km                          | 489.1km    |
| 37日目 | 2011年5月30日  | 五十鈴ケ丘駅                           | 鳥羽駅                                 | 鳥羽マリンターミナル                   | 13km                            | 502.1km    |
| 38日目 | 2011年6月5日   | 鳥羽駅                                 | 白谷さん宅                             | 恋路ヶ浜 (田原市)                      | 12km + 4630歩(伊勢湾フェリー上) | 514.1km    |
| 39日目 | 2011年6月6日   | 白谷さん宅                             | 三河田原駅                             | 道の駅田原めっくんはうす               | 17km                            | 531.1km    |
| 40日目 | 2011年6月12日  | 三河田原駅                             | 高師駅                                 | 高師緑地公園                           | 13.3km                          | 544.4km    |
| 41日目 | 2011年6月13日  | 高師駅                                 | 愛知御津駅                             | 三河臨海緑地                           | 14.2km                          | 558.6km    |
| 42日目 | 2011年6月20日  | 愛知御津駅                             | 三河三谷駅                             | ラグーナ蒲郡                           | 6.7km                           | 565.3km    |
| 43日目 | 2011年6月27日  | 三河三谷駅                             | 西浦駅                                 | 双太山公園                             | 11.7km                          | 577km      |
| 44日目 | 2011年7月4日   | 西浦駅                                 | 吉良吉田駅                             | マイコンビヤマリ                       | 11.3km                          | 588.3km    |
| 45日目 | 2011年7月11日  | 吉良吉田駅                             | 福地駅                                 | みかわ三水亭                           | 12.8km                          | 601.1km    |
| 46日目 | 2011年7月16日  | 福地駅                                 | 堀内公園駅                             | 堀内公園駅                             | 11.5km                          | 612.6km    |
| 47日目 | 2011年7月17日  | 堀内公園駅                             | 岡崎駅                                 | 南公園 (岡崎市)                        | 11.0km                          | 623.6km    |
| 48日目 | 2011年7月18日  | 岡崎駅                                 | 岡崎公園前駅                           | 岡崎公園 (岡崎市)                      | 6.5km                           | 630.1km    |
| 49日目 | 2011年7月25日  | 岡崎公園前駅                           | 牛田駅 (愛知県)                        | 牛田公園                               | 10.1km                          | 640.2km    |
| 50日目 | 2011年8月1日   | 牛田駅 (愛知県)                        | 石浜駅                                 | 増福寺                                 | 14.3km                          | 654.5km    |
| 51日目 | 2011年8月8日   | 石浜駅                                 | 知多半田駅                             | 雁宿公園                               | 12.9km                          | 667.4km    |
| 52日目 | 2011年8月14日  | 知多半田駅                             | 河和駅                                 | 飴文                                   | 14.1km                          | 681.5km    |
| 53日目 | 2011年8月15日  | 河和駅                                 | 師崎港バス停                           | 二葉屋                                 | 12.8km                          | 694.3km    |
| 54日目 | 2011年8月22日  | 師崎港バス停                           | 師崎港バス停                           | 日間賀島サンセットビーチ               | 3.6km                           | 697.9km    |
| 55日目 | 2011年8月28日  | 師崎港バス停                           | 内海駅                                 | 東浜小桝緑地                           | 13.0km                          | 710.9km    |
| 56日目 | 2011年8月29日  | 内海駅                                 | 上野間駅                               | 奥田海水浴場                           | 12.0km                          | 722.9km    |
| 57日目 | 2011年9月1日   | 上野間駅                               | 西ノ口駅                               | 常滑公園                               | 16.0km                          | 738.9km    |
| 58日目 | 2011年9月2日   | 西ノ口駅                               | 新日鉄前駅                             | 元浜公園                               | 16.6km                          | 756.5km    |
| 59日目 | 2011年9月3日   | 新日鉄前駅                             | 聚楽園駅                               | (台風の影響により断念のため翌日へ繰越) | 1.0km                           | 757.5km    |
| 60日目 | 2011年9月4日   | 聚楽園駅                               | CBCホール                              | 呼続公園 CBCホール                     | 17.0km                          | 774.5km    |